# Sarascelis
Sarascelis is een geslacht van spinnen uit de  familie van de Palpimanidae.

## Soorten
- Sarascelis chaperi Simon, 1887
- Sarascelis junquai Jézéquel, 1964
- Sarascelis kilimandjari (Berland, 1920)
- Sarascelis lamtoensis Jézéquel, 1964
- Sarascelis luteipes Simon, 1887
- Sarascelis raffrayi Simon, 1893
- Sarascelis rebiereae Jézéquel, 1964